# Eucalyptus koolpinensis
Eucalyptus koolpinensis là một loài thực vật có hoa trong Họ Đào kim nương. Loài này được Brooker & Dunlop mô tả khoa học đầu tiên năm 1978.